# 刘金凯
刘金凯（1957年9月—），男，汉族，河北肃宁人，中国书法家，中国书法家协会副主席，河北省文学艺术界联合会党组副书记、副主席，河北省书法家协会主席。